# Pachyteria sumbaensis
Pachyteria sumbaensis là một loài bọ cánh cứng trong họ Cerambycidae.